# Героите на Кели
Героите на Кели е филм на военна тематика, с действие, развиващо се през Втората световна война. Група войници решават да оберат банка в тила на врага, организирайки свой собствен план, с условието всеки от участниците да спечели равен дял от плячката.
- Локация на снимките: СФРЮ
- Жанр: Екшън, Комедия